# 凯门采
凯门采，是匈牙利佩斯州所辖的一个村。总面积42.75平方公里，总人口972，人口密度22.7人/平方公里（2011年1月1日）。